# 2907 Nekrasov
A 2907 Nekrasov (ideiglenes jelöléssel 1975 TT2) a Naprendszer kisbolygóövében található aszteroida. Ljudmila Ivanovna Csernih fedezte fel 1975. október 3-án.